# 林景綬
林景綬（1856年—?），原名棨载，字志飏，号朵峰。浙江省寧波府鄞縣人，清朝政治人物。
咸丰丙辰（1856）出生，光緒二十四年（1898年），参加光緒戊戌科殿試，登進士二甲101名。同年五月，著交吏部掣签分发各省，以授福建壽寧知县。著有《礼本堂诗集》。